# Fenség

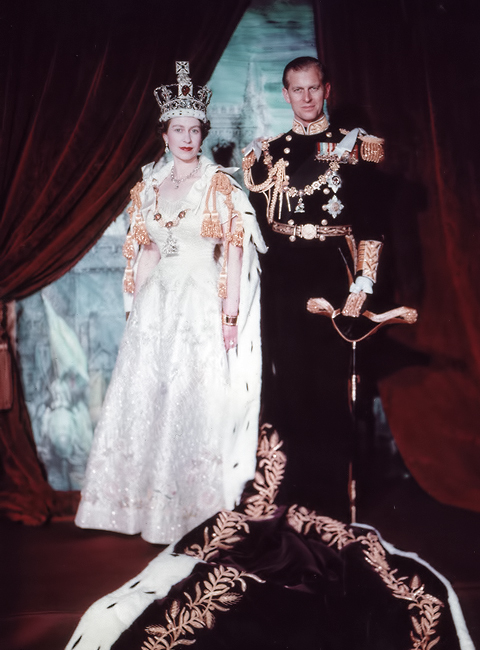
II. Erzsébet brit királynő és Fülöp edinburgh-i herceg megszólítása Her Majesty, illetve His Royal Highness

Az őfensége rang és cím, a hozzá tartozó megszólítással: fenség, fenséged, fenséges úr/asszony, amelyet uralkodók és családtagjaik használnak.
Változatai közé tartozik a császár családok tagjai által használt császári fenség, a királyi családok tagjai által használt királyi fenség, a császári és királyi fenség, amelyet olyan családok használnak, amelyeknek feje császári és királyi címet vagy címeket is visel, illetve a nagyhercegi családok tagjai által használt, magyar fordítással nem rendelkező serenissimus fenség. Egyes esetekben egyszerűen a fenség cím használatos.

## Eredete, kialakulása
Sok, a modern Európában és Amerikában használatos cím és tiszteletet kifejező megszólítás a bizánci császári udvarból származik, amelynek legmagasabb rangú tisztviselőit különféle bonyolult megszólításokkal köszöntöttek (pl.: excellenciád, eminenciád, fenséges és csodálatos nagyságod, előkelő és káprázatos fenséged).
A középkor és a kora újkor folyamán Európában a fenség, felség és kegyelmed (angolul: Highness, Majesty, Grace; franciául: Altesse, Majesté, Grâce) címeket használták a királyokra, királynőkre, királynékra és királyi vérből származó hercegekre, és általában nem tettek ezek között különbséget, ugyanarra a személyre, ugyanabban a szövegben többféle címet is használva.
I. Jakab angol király uralkodása alatt, a 17. század elején vált a felség (angolul: Majesty) cím használata kizárólagosan az uralkodó előjogává. Ezt követően kezdődött el a gyakorlat, amely szerint az angol (később brit) uralkodó minden gyermeke megkapta a királyi herceg címet és a királyi fenség megszólítást.

## A jelenlegi gyakorlatban
Az 1815-ös bécsi kongresszust követően a fenség a német uralkodó hercegek és családjaik megszólításává vált. A gothai almanach alapján ezek a családok trónfosztásuk után is megtartották ezt a gyakorlatot, de hivatalos használatuk több országban is tilos. A dán, holland és norvég hercegi családok szintén használják a megszólítást. A címet továbbá viselhetik a Murat-, a Hohenberg- és a Ligne-ház tagjai.

## Változatai
- Császári és királyi fenség (angol: Imperial and Royal Highness, francia: Altesse impériale et royale, német: Königliche und Kaiserliche Hoheit, spanyol: Alteza Imperial y Real), olyan személyek használhatják, akiknek családja császár és királyi trónokat is birtokol. 2021-ben nincs ilyen család, de a Hohenzollern és a Habsburg család tagjait lehet így megszólítani.
- Császár fenség (angol: Imperial Highness, francia: Altesse impériale, német: Kaiserliche Hoheit, spanyol: Alteza Imperial), császárok családtagjai által használatos cím. 2021-ben már csak a japán császári család tagjai használják.[7]
- Királyi fenség (angol: Royal Highness, francia: Altesse royale, német: Königliche Hoheit, spanyol: Alteza Real), királyi családok tagjai használják. 2021-ben használatos
  - a nigériai yoruba törzs uralkodóira
  - a zulu király feleségeire
  - a dán uralkodó és a koronaherceg(nő) gyermekeire
  - a holland uralkodóra, ha lemond a trónról, a trónörökösre és házastársára, a királynő férjére, az uralkodó törvényes gyermekeire, az uralkodó törvényes fiainak házastársaira és a trónörökös törvényes gyermekeire
  - a norvég uralkodó gyermekeire és a trónörökös legidősebb gyermekére
  - Spanyolországban Asturia herceg(nőj)ére és házastársára, és az infánsokra
  - a szaúdi király fiaira, lányaira és fiági unokáira
  - a brit uralkodó gyermekeire, fiági unokáira, és a walesi hercegre legidősebb gyermekének gyermekeire.
- Nagyhercegi fenség (angol: Grand Ducal Highness), 2021-ben a luxemburgi, a hessei és a badeni nagyhercegi családok tagjai használják.
- Fenség, egyes európai uralkodócsaládok az öröklési rendben alacsonyabb helyen álló tagjai használják.
- Szultáni fenség (angol: Sultanic Highness, francia: Altesse sultanica), egy hibrid nyugati-iszlám cím, amelyet Huszajn Kámil egyiptomi szultán fia, menye és lányai használtak. 2021-ben senki nem viseli.
- Hercegi serenissimus fenség (angol: Ducal Serene Highness), néhány hercegi család használta (pl.: Nassau-ház, Braganza-ház, szász hercegségek).
- Legeminensebb fenség (angol: Most Eminent Highness), 1630-ban alkotott cím, amelyet a máltai lovagrend mindenkori nagymestere visel.
- Serenissimus fenség (angol: Serene Highness, francia: Altesse sérénissime, német: Durchlaucht), Liechtenstein, Monaco és Thaiföld uralkodói családja használja.

## Fordítás
Ez a szócikk részben vagy egészben  a   Highness című angol Wikipédia-szócikk ezen változatának fordításán alapul.  Az eredeti cikk szerkesztőit annak laptörténete sorolja fel. Ez a jelzés csupán a megfogalmazás eredetét és a szerzői jogokat jelzi, nem szolgál a cikkben szereplő információk forrásmegjelöléseként.